# هيو برادنر
هيو برادنر (بالإنجليزية: Hugh Bradner)‏ (و. 1915 – 2008 م) هو فيزيائي، ومخترع من الولايات المتحدة الأمريكية .
شارك في مشروع مانهاتن .

## التعليم
تعلم في معهد كاليفورنيا للتقنية، وجامعة ميامي (أوهايو)

## مناصب وهيئات
أدار جامعة كاليفورنيا (بركلي)، وجامعة كاليفورنيا (سان دييغو).